# Cutremure în 2015
Aceasta este o listă de cutremure înregistrate pe parcursul anului 2015. Lista cuprinde doar cutremure cu magnitudine mai mare de 6 grade pe scara Richter, exceptând cazurile în care evenimentele seismice se soldează cu pierderi de vieți omenești sau pagube materiale însemnate.

## Ianuarie
- Un cutremur cu magnitudinea 6,4 pe scara Richter a zguduit sudul Panama, pe 7 ianuarie, la o adâncime de 2 km.
- Un cutremur cu magnitudinea 6,7 pe scara Richter a zguduit Vanuatu, pe 23 ianuarie, la o adâncime de 216 km.
- Un cutremur cu magnitudinea 6,2 pe scara Richter a zguduit Fiji, pe 28 ianuarie, la o adâncime de 485 km.
- Un cutremur cu magnitudinea 6 pe scara Richter a zguduit sud-estul Insulelor Loialității, Noua Caledonie, pe 30 ianuarie, la o adâncime de 10 km.

## Februarie
- Un cutremur cu magnitudinea 6,3 pe scara Richter a zguduit Provincia San Luis, Argentina, pe 2 februarie, la o adâncime de 182 km.
- Un cutremur cu magnitudinea 6,6 pe scara Richter a zguduit Provincia Jujuy, Argentina, pe 11 februarie, la o adâncime de 180 km.
- Un cutremur cu magnitudinea 7 pe scara Richter a zguduit Dorsala Reykjanes, pe 13 februarie, la o adâncime de 16 km.
- Un cutremur cu magnitudinea 6,2 pe scara Richter a zguduit Insula Verde, Taiwan, pe 13 februarie, la o adâncime de 20 km.
- Un cutremur cu magnitudinea 6,2 pe scara Richter a zguduit Insulele Sandwich de Sud, pe 16 februarie, la o adâncime de 60 km.
- Un cutremur cu magnitudinea 6,8 pe scara Richter a zguduit coasta de est a Insulei Honshu, Japonia, pe 16 februarie, la o adâncime de 15 km.
- Un cutremur cu magnitudinea 6,2 pe scara Richter a zguduit Insulele Santa Cruz, pe 18 februarie, la o adâncime de 2 km.
- Un cutremur cu magnitudinea 6,5 pe scara Richter a zguduit Vanuatu, pe 19 februarie, la o adâncime de 2 km.
- Un cutremur cu magnitudinea 6,3 pe scara Richter a zguduit coasta de est a Insulei Honshu, Japonia, pe 20 februarie, la o adâncime de 10 km.
- Un cutremur cu magnitudinea 6 pe scara Richter a zguduit coasta de est a Insulei Honshu, Japonia, pe 21 februarie, la o adâncime de 2 km.
- Un cutremur cu magnitudinea 3,3 pe scara Richter a zguduit Cantonul Tuzla, Bosnia și Herțegovina, pe 21 februarie, la o adâncime de 2 km. Patru oameni au murit, iar un altul a fost rănit după prăbușirea unei mine de cărbuni.[1]
- Un cutremur cu magnitudinea 6,2 pe scara Richter a zguduit zona de coastă a Statului Jalisco, Mexic, pe 22 februarie, la o adâncime de 2 km.
- Un cutremur cu magnitudinea 7 pe scara Richter a zguduit Marea Flores, pe 27 februarie, la o adâncime de 548 km.

## Martie
- Un cutremur cu magnitudinea 6,2 pe scara Richter a zguduit Insulele Batu, Indonezia, pe 3 martie, la o adâncime de 37 km.
- Un cutremur cu magnitudinea 6 pe scara Richter a zguduit Dorsala Medio-Indiană, pe 6 martie, la o adâncime de 10 km.
- Un cutremur cu magnitudinea 6,2 pe scara Richter a zguduit Departamentul Santander, Columbia, pe 10 martie, la o adâncime de 178 km. Nouă persoane au fost rănite, iar 275 de case s-au prăbușit în Betulia și Rionegro.[2]
- Un cutremur cu magnitudinea 4,3 pe scara Richter a zguduit Provincia Anhui, China, pe 14 martie, la o adâncime de 10 km. Potrivit cifrelor oficiale, doi oameni au murit, 13 au fost răniți și peste 10.000 de case au fost avariate.[3]
- Un cutremur cu magnitudinea 6,2 pe scara Richter a zguduit Marea Molucelor, pe 17 martie, la o adâncime de 50 km.
- Un cutremur cu magnitudinea 6,2 pe scara Richter a zguduit Regiunea Bío-Bío, Chile, pe 18 martie, la o adâncime de 2 km.
- Un cutremur cu magnitudinea 6,4 pe scara Richter a zguduit Regiunea Tarapacá, Chile, pe 23 martie, la o adâncime de 132 km.
- Un cutremur cu magnitudinea 6 pe scara Richter a zguduit Peninsula Minahasa, Indonezia, pe 28 martie, la o adâncime de 124 km.
- Un cutremur cu magnitudinea 7,5 pe scara Richter a zguduit Insula Noua Britanie, Papua Noua Guinee, pe 29 martie, la o adâncime de 40 km. Este emis un avertisment de tsunami.[4]
- Un cutremur cu magnitudinea 6 pe scara Richter a zguduit Tonga, pe 30 martie, la o adâncime de 10 km.
- Un cutremur cu magnitudinea 6,4 pe scara Richter a zguduit Samoa, pe 30 martie, la o adâncime de 10 km.
- Un cutremur cu magnitudinea 6,5 pe scara Richter a zguduit Tonga, pe 30 martie, la o adâncime de 10 km.
- Un cutremur cu magnitudinea 6 pe scara Richter a zguduit Insula Noua Britanie, Papua Noua Guinee, pe 31 martie, la o adâncime de 50 km.

## Aprilie
- Un cutremur cu magnitudinea 6,3 pe scara Richter a zguduit Tonga, pe 7 aprilie, la o adâncime de 10 km.
- Un cutremur cu magnitudinea 6,1 pe scara Richter a zguduit Creta, Grecia, pe 16 aprilie, la o adâncime de 30 km.
- Un cutremur cu magnitudinea 6,5 pe scara Richter a zguduit Wallis și Futuna, pe 17 aprilie, la o adâncime de 10 km.
- Un cutremur cu magnitudinea 6,4 pe scara Richter a zguduit Taiwanul, pe 20 aprilie, la o adâncime de 7 km. O persoană este ucisă într-un incendiu provocat de cutremur în Districtul Xinzhuang din Noul Taipei.[5] Pagubele sunt estimate la 770.000 NT$.[6]
- Un cutremur cu magnitudinea 6 pe scara Richter a zguduit Insula Yonaguni, Japonia, pe 20 aprilie, la o adâncime de 30 km.
- Un cutremur cu magnitudinea 6,3 pe scara Richter a zguduit Insulele Santa Cruz, pe 22 aprilie, la o adâncime de 80 km.
- Un cutremur cu magnitudinea 6 pe scara Richter a zguduit Insula de Sud a Noii Zeelande, pe 24 aprilie, la o adâncime de 80 km.
- Un cutremur cu magnitudinea 6,1 pe scara Richter a zguduit Insulele Reginei Charlotte, Canada, pe 24 aprilie, la o adâncime de 10 km.
- Un cutremur cu magnitudinea 7,8 pe scara Richter a zguduit Districtul Lamjung, Nepal, pe 25 aprilie, la o adâncime de 10 km. Pagube majore sunt raportate în Kathmandu și orașele învecinate, în zona afectată fiind instituită starea de urgență. 7.754 de persoane și-au pierdut viața, dintre care 7.652 în Nepal, 72 în India, 26 în China și patru în Bangladesh.[7][8] O avalanșă de proporții pe versantul sudic al Everestului a ucis cel puțin 17 alpiniști și a rănit alți 61.[9]
- Un cutremur cu magnitudinea 6,7 pe scara Richter a zguduit Districtul Lamjung, Nepal, pe 25 aprilie, la o adâncime de 15 km. Aceasta este cea mai puternică replică produsă la doar o jumătate de oră de la șocul de 7,8 pe Richter.
- Un cutremur cu magnitudinea 6,7 pe scara Richter a zguduit Districtul Lamjung, Nepal, pe 26 aprilie, la o adâncime de 15 km.
- Un cutremur cu magnitudinea 6,2 pe scara Richter a zguduit Fiji, pe 28 aprilie, la o adâncime de 566 km.
- Un cutremur cu magnitudinea 6,7 pe scara Richter a zguduit Insula Noua Britanie, Papua Noua Guinee, pe 30 aprilie, la o adâncime de 54 km.

## Mai
- Un cutremur cu magnitudinea 6,8 pe scara Richter a zguduit Insula Noua Britanie, Papua Noua Guinee, pe 1 mai, la o adâncime de 60 km.
- Un cutremur cu magnitudinea 7,4 pe scara Richter a zguduit Insula Noua Britanie, Papua Noua Guinee, pe 5 mai, la o adâncime de 40 km.